# Les Mollettes
Les Mollettes é uma comuna francesa na região administrativa de Auvérnia-Ródano-Alpes, no departamento de Saboia. Estende-se por uma área de 5,47 km². Em 2010 a comuna tinha 838 habitantes (densidade: 153,2 hab./km²).